# 반응요소
반응요소(反應要素, 영어: response element)는 특정 전사인자와 결합하고 유전자의 전사를 조절할 수 있는 유전자 프로모터 또는 인핸서 영역 내의 짧은 DNA 서열이다.
스트레스 조건 하에서 전사 활성화 단백질은 반응요소에 결합하여 전사를 자극한다. 동일한 반응 요소 서열이 서로 다른 유전자의 조절 영역에 위치하면 이러한 유전자는 동일한 자극에 의해 활성화되어 조정된 반응을 생성한다.

## 호르몬 반응요소
호르몬 반응요소(영어: hormone response element, HRE)는 특정 호르몬 수용체 복합체에 결합하여 전사를 조절할 수 있는 유전자의 프로모터 내의 짧은 DNA 서열이다. DNA 서열은 가장 일반적으로 3개의 뉴클레오타이드로 분리된 한 쌍의 역반복 서열이며, 이는 또한 수용체가 이량체로 결합함을 나타낸다. 구체적으로 활성화된 스테로이드 수용체가 호르몬 반응요소와 결합하는 전사인자이기 때문에 호르몬 반응요소는 스테로이드 호르몬에 반응한다. 이는 스테로이드 호르몬에 의해 신호를 받는 유전자의 전사를 조절한다.
유전자에는 다양한 반응요소가 있어 전사 수준과 속도에 대한 복잡한 조절이 이루어질 수 있다.
호르몬 반응요소는 형질전환 동물 세포에서 유전자 발현의 유도인자로 사용된다.
호르몬 반응요소의 예로는 에스트로젠 반응요소와 안드로젠 반응요소가 있다.

## 예
반응요소의 예는 다음과 같다.
- 핵 수용체 반응요소 – 이합체 결합을 위한 두 개의 육합체의 반복
  - 2형 핵 수용체 반응요소: 직접 반복 RGKTCA 모티프, 표준적으로 AGGTCA[3]
    - 비타민 D 반응요소 (VDRE)
    - 레티노산 반응요소 (RARE)
    - ROR-반응요소
    - 갑상샘 호르몬 반응요소
    - 성장 호르몬 반응요소 (GHRE)
    - 퍼옥시좀 증식체 호르몬 반응요소 (PPRE)

  - 1형 핵 수용체 반응요소 (전형적인 호르몬 반응요소) – 역반복서열[1]
    - 에스트로젠 반응요소 (ERE)
    - 안드로젠 반응요소 (ARE)
    - 당질 코르티코이드 반응요소 (GRE)
- cAMP 반응요소 (CRE)
- B 인식요소
- 방향족 탄화수소 수용체 반응요소
- 저산소증 반응요소
- 혈청 반응요소 (SRE)
- 금속 반응요소 (MRE)
- DNA 손상 반응요소 (DRE)
- 인터페론 자극 반응요소 (ISRE)
- 칼슘 반응요소 (CaRE1)
- 항산화제 반응요소 (ARE)
- p53 반응요소
- 스테롤 조절요소
- 폴리콤 반응요소 (PRE)
- Rev 반응요소 (RRE)
- Wnt 반응요소 (WRE), 코어 CTTTG

## 같이 보기
- 프로모터
- 인핸서
- 전사인자